# Because of the Cats
Because of the Cats is een Nederlands-Belgische dramafilm uit 1973 onder regie van Fons Rademakers. Destijds werd de film in Nederland en Vlaanderen uitgebracht onder de titel Niet voor de poezen.

## Verhaal
Een Amsterdamse rechercheur komt door een verkrachtingszaak op het spoor van een bende rijkeluiskinderen. De leden nemen deel aan vreemde rituelen en criminele praktijken.

## Rolverdeling
| Acteur                 | Personage                |
| ---------------------- | ------------------------ |
| Bryan Marshall         | Rechercheur Van der Valk |
| Alexandra Stewart      | Feodora                  |
| Edward Judd            | Mierle                   |
| Sebastian Graham Jones | Jansen                   |
| Anthony Allen          | Erik Mierle              |
| Nicholas Hoye          | Kees van Sonneveld       |
| Sylvia Kristel         | Hannie Troost            |
| Ida Goemans            | Carmen                   |
| Delia Lindsay          | Mevrouw Maris            |
| Roger Hammond          | Maris                    |
| Derek Hart             | Kieft                    |
| Christopher Blake      | Frank Kieft              |
| George Baker           | Boersma                  |
| Guido de Moor          | Marcousis                |
| Lous Hensen            | Mevrouw Van Sonneveld    |